# Sisebut (bisbe d'Urgell)
Sisebut (? -840), fou bisbe d'Urgell (823-840). El 833 va consagrar l'església del castell de Lillet i el 834 la del monestir d'Alaó. Va fer testament el 839, en el qual feu importants llegats de llibres a la catedral i als monestirs de Codines, Sant Andreu de Tresponts, Santa Maria de Gerri, Sant Serni de Tavèrnoles, Alaó, Santa Grata de Senterada i Taverna. Aquell mateix any a l'Acta de Consagració i Dotació de la Catedral de la Seu d'Urgell, feta per Sisebut en presència del comte Sunifred I d'Urgell, apareix per primer cop una referència a Andorra. Al document s'hi citen les sis parròquies andorranes com a dependents d'aquella diòcesi.
Augmentà amb compres el patrimoni del bisbat, la darrera de les quals el 840.